# Treehouse of Horror XXVII
«Treehouse of Horror XXVII» (укр. «Будинок жахів XXVII») — четверта серія двадцять восьмого сезону мультсеріалу «Сімпсони», прем'єра якої відбулась 16 жовтня 2016 року у США на телеканалі «Fox».
Серія є ювілейною, 600-ю, за порядком виходу в етер.

## Сюжет

### Вступ
Сімпсони на Хелловін йдуть на ялинковий базар, щоб заздалегідь купити різдвяну ялину. Там їх уже чекають їх вороги: Другий Номер Боб, лепрекон («Treehouse of Horror XII»), привид Френка Граймса і Канг. Їх всіх легко перемагає одна Меґґі за допомогою ножа захованого в тростину. З крові ворогів проливається напис «Treehouse of Horror XXVII». Потім Френк Граймс попереджає глядачів, що в пеклі змушують нескінченно дивитися всі серії «Сімпсонів».
Далі йде сцена на дивані, що пародіює фільм «Планета мавп». Сімпсони сидять в клітці на Планеті Диванів. Один із диванів рятує їх. Діставшись разом із ним до безпечного місця Гомер приголомшує його каменем. Потім вся сім'я сідає на цей диван.

### Dry Hard (укр.Засохни в муках)
У Спрінґфілді сильна посуха. У місті ні у кого немає ні краплі води, крім містера Бернса, у якого є особисте водосховище. Жартома він влаштовує смертельні бої між дітьми, переможець яких зможе провести день в його водосховищі.
Ліса знаходить собі тренера-алкоголіка, Гоміша, який навчає її майстерності виживання. Під час битви, перебуваючи на арені всередині куполу, Ліса звертається до жителів міста. Вона закликає їх не боротися один з одним, а використовувати свої навички проти Бернса. Народ підтримує її, дітей звільняють і вони всі разом направляються до водосховища. Там натовп підриває дамбу. Вся вода розтікається і потім йде в землю… Проте несподівано люди все ж отримують те, що хотіли. Починається дощ, який викликає повінь, а потім вдаряють люті морози…

### BFF R.I.P. (укр.Кращі друзі навіки. Спочивай з миром)
У себе на задньому дворі Ліса разом із Джейні грає в хованки. Раптово, газонокосарка сама собою вмикається і вбиває Джейні. Після цієї незвичайної пригоди, Ліса стала цікавою і Шеррі і Террі погоджуються з нею дружити, але тут же їх випадково розчавлює надгробна плита. Ліса відвідує психологиню, яка гине під картини, яка раптово впала.
Шеф Віггам проводить розслідування. Він виявляє в кімнаті Ліси лак для нігтів, який також присутній і на знаряддях вбивства. Ліса розповідає, що востаннє використовувала цей лак давно під час гри з уявною подругою Рейчел. Через деякий час під час поїздки на шкільному автобусі поруч із Лісою з'являється Рейчел і вбиває Мілгауса. Вона пояснює, що вбиває друзів Ліси з ревнощів. Оскільки Рейчел уявна подруга, то крім Ліси її ніхто не бачить.
Поліція відправляє Лізу за ґрати, але Барт допомагає їй втекти. Вони вирушають додому, де в цей час Рейчел намагається вбити Мардж. Гомер, оскільки дуже п'яний, бачить Рейчел і бореться з нею за допомогою свого уявного друга дитинства Сержанта Сосиски. Ліса намагається перемогти її за допомогою своєї уяви. Вона уявляє Рейчел жінкою середніх років, яка одружена з дантистом, і та зникає.

### MoeFinger (укр.Мофінгер)
Мо рятує Барта від хуліганів, а потім відводить в секретний підвал більярдним столом в таверні Мо. Там Барт дізнається, що всі п'янички з йогобару — насправді таємні агенти, в тому числі і Гомер. Мо розповідає Барту, що Гомер не повернувся з останнього завдання і найімовірніше загинув. Він пропонує Барту зайняти місце батька і стати секретним агентом.
Тим часом з'являється цікава інформація: якась компанія скупила все пиво у світі і найближчим часом влаштовує безкоштовний концерт «Steely Dan». Секретні агенти приходять на концерт, де дізнаються, що глава цієї компанії — Гомер Сімпсон. Гомер розповідає їм про свій підступний план: він сконструював лавову машину, яка заллє весь світ лавою і потім, щоб відсвяткувати цю подію, йому буде потрібно багато пива. Потім Гомер нацьковує на секретних агентів фанатів групи «Steely Dan». Зав'язується кривава бійка, в результаті якої Барт вбиває свого батька.
В кінці серії звучить пісня під назвою «600», в якій співається про те, який же живучий мультсеріал «Сімпсони». Відеоряд до пісні виконано в стилі початкових титрів фільмів про Джеймса Бонда. На екрані в цей час також показані логотипи різних шоу каналу «Fox», які за той час що йдуть «Сімпсони» вже встигли початися і закритися.

## Виробництво
У сцені, вирізаній зі вступу, включають Расса Каргілла («Сімпсони у кіно»), і Френка Грамса, який став великим привидом.
Сцена для дивану створена для перегляду в окулярах віртуальної реальності Google Cardboard.

## Ставлення критиків і глядачів
Під час прем'єри серію переглянули 7,44 млн осіб з рейтингом 3.0, що зробило її найпопулярнішим шоу на каналі «Fox» тієї ночі.
Денніс Перкінс з «The A.V. Club» дав серії оцінку B-, сказавши:
|  | Традиція Хелловіна Сімпсонів — це швидкі страйкові жахи та науково-фантастичні пародії, купа посилань, якісь безоплатні кровопролиття та випадкові фактичні події серця. Орієнтуючись на цю криву, 27-й випуск «Treehouse of Horror» справляється з цим. |

Джессі Шедін з «IGN» дав серії 5,8 з 10 балів, сказавши, що йому більше сподобалися вступ і кінцівка, ніж, власне, сама серія:
|  | Спецвипуски «Treehouse of Horror» рідко бувають одними з найбільш пам’ятних епізодів в будь-якому конкретному сезоні Сімпсонів. Однак 29 сезон, ймовірно, буде головним винятком. Три сегменти в цьому році були сильними. Серіал нарешті закрив дві великі дірки у своїй величезній колекції пародій на фільми жахів, нагадавши нам, що вона може образити і потривожити кращих з них |

Згідно з голосуванням на сайті The NoHomers Club більшість фанатів оцінили серію на 3/5 із середньою оцінкою 2,79/5.